# 759

## Nașteri
- Asad ibn al-Furat, jurist și teolog arab din Ifriqiya (d. 828)

## Decese
- dată necunoscută: Yusuf ibn 'Abd al-Rahman al-Fihri  (n. 711)